# Simon Ingersoll
Simon Ingersoll (1818-1894) was de Amerikaanse uitvinder van een door stoom aangedreven rotsboor in 1871, gebouwd voor John Minor, een aannemer uit New York, voor een bedrag van 50 dollar. Het was tevens de eerste grondboor gemonteerd op een driepoot, hetgeen het rechtstandig boren voor het eerst mogelijk maakte. 
Deze uitvinding markeerde het begin van significante veranderingen in de industriële ontwikkeling van grote constructiewerken. Toen hij zijn nieuwe vinding introduceerde, ontdekte de industrie dat deze een enorme besparing op graafwerkzaamheden en investeringen betekende door de verminderde inzet van arbeiders.
De uitvinding leidde tot de oprichting van de Ingersoll Rock Drill Company. Ondanks dat hij zelf er slechts enkele jaren werkte, bleef zijn naam meer dan een eeuw aan de firma verbonden.
Ingersoll had in totaal 27 Amerikaanse patenten op zijn naam staan, die meestal te maken hadden met stoom, variërend van een kleine stoomboot, aangedreven door een kookpot, tot een stoomgedreven rijtuig. 
Hij is de medeoprichter van het huidige concern Ingersoll Rand, ontstaan na een fusie in 1905 met een tot dan toe geduchte concurrent, de Rand Drill Co. Zo ontstond een bedrijf dat tot de dag van vandaag een belangrijk aandeel heeft in de technologische ontwikkeling van het boren in rotsen en in de compressortechniek. 